# Donald Johnston (aviron)
Pour les articles homonymes, voir Donald Johnston (homonymie) et Johnston.
Donald Johnston, né le 30 septembre 1899 à Albany (New York) et mort le 4 août 1984, est un rameur d'aviron américain.

## Palmarès

### Jeux olympiques
- Anvers 1920
  -  Médaille d'or en huit[1].